# David Švagrovský
David Švagrovský (* 21. prosince 1984 Praha) je bývalý český hokejový útočník, od roku 2013 působící v HC Stadion Litoměřice. Mimo Česko působil na klubové úrovni v USA.

## Klubová kariéra
Je odchovancem HC Slavia Praha, kde prošel všemi mládežnickými kategoriemi. Od sezony 2001/02 působil v zahraničí, konkrétně v USA, kde prošel postupně kluby Seattle Thunderbirds, Lowell Lock Monsters, San Diego Gulls, Albany River Rats a Arizona Sundogs. Návrat do Česka se uskutečnil v létě 2007, kdy se uspal HC Sparta Praha. V ročníku 2007/08 nastupoval také za HC Benátky nad Jizerou, v následujícím hrál za HC Kometa Brno a HC Berounští Medvědi, kde strávil i následující ročník. Poté se vrátil do Slavie, ale opět působil v Berouně, kde v sezoně 2011/12 hostoval. V létě 2012 přestoupil do Královští lvi Hradec Králové, nastoupil také k několika zápasům formou střidavých startů za HC ČSOB Pojišťovna Pardubice. Za Hradec hrál také extraligu. V dubnu 2014 uzavřel s mužstvem nový dvouletý kontrakt. Od ročníku 2013/14 nastupoval formou hostování respektive střídavých startů také za HC Stadion Litoměřice. Před sezonou 2016/17 do Litoměřic natrvalo přestoupil.

## Jednotlivé sezony
- 1999-00 HC Slavia Praha – dorost
- 2000-01 HC Slavia Praha – dorost
- 2001-02 HC Slavia Praha – junioři
- 2002-03 Seattle Thunderbirds (WHL)
- 2003-04 Seattle Thunderbirds (WHL)
- 2004-05 Colorado Eagles (CHL)
- 2005-06 Lowell Lock Monsters (AHL), San Diego Gulls (ECHL)
- 2006-07 Albany River Rats (AHL), Arizona Sundogs (CHL)
- 2007-08 HC Sparta Praha (ELH), HC Benátky nad Jizerou (2. liga)
- 2008-09 HC Kometa Brno, HC Berounští Medvědi (1. liga)
- 2009-10 HC Berounští Medvědi (1. liga)
- 2010-11 HC Slavia Praha (ELH), HC Berounští Medvědi (1. liga)
- 2011-12 HC Berounští Medvědi (1. liga)
- 2012-13 Královští lvi Hradec Králové, HC ČSOB Pojišťovna Pardubice (ELH)
- 2013-14 Mountfield HK (ELH), HC Stadion Litoměřice (1. liga)
- 2014-15 Mountfield HK (ELH), HC Stadion Litoměřice (1. liga)
- 2015-16 Mountfield HK (ELH), HC Stadion Litoměřice (1. liga)
- 2016-17 HC Stadion Litoměřice (1. liga)

## Reprezentační kariéra
- 2000-01 Česko "17"
- 2001-02 Česko "18"
- 2003-04 Česko "20"